# تومیسلاو پوتسار
تومیسلاو پوتسار (کرواتی: Tomislav Pucar؛ زادهٔ ۲۶ ژانویهٔ ۱۹۹۶) بازیکن تنیس روی میز اهل کرواسی است.
وی در مسابقات کشوری و بین‌المللی در مجموع برندهٔ ۲ مدال طلا، ۲ مدال نقره، ۲ مدال برنز شده‌است.